# Sant Pere Màrtir de Sant Romà d'Abella
Sant Pere Màrtir de Sant Romà d'Abella és una església romànica del poble i antic terme de Sant Romà d'Abella, des del 1870 en el d'Isona i Conca Dellà. Centra un petit raval anomenat les Cases de Sant Pere. És una obra inclosa a l'Inventari del Patrimoni Arquitectònic de Catalunya.

## Descripció
Sant Pere Màrtir és al centre del raval situat al sud-est de la població de Sant Romà d'Abella. L'església és de planta d'una sola nau amb absis semicircular, lleugerament ultrapassat. La volta de canó seguit, l'arc presbiteral i la volta de quart d'esfera de l'absis que arrenquen d'una cornisa bisellada, són ultra-semicirculars. A l'exterior, l'absis presenta una finestra central de doble esqueixada i un fris al ràfec de pedres ben tallades formant una decoració de triangles, similar a la que hi ha al campanar de Sant Esteve d'Abella de la Conca. La porta adovellada s'obre a la façana de ponent on també hi trobem el campanar d'espadanya de dues obertures. El tipus d'aparell ens indica que és una construcció iniciada al segle xi i acabada amb l'execució de l'absis i la volta de la nau al segle xii. L'exterior és molt senzill, tot i que l'edifici en si és majestuós, i només cal destacar el fris en triangles que recorre la part superior de l'absis. Hi destaca l'espadanya de dos ulls, de belles proporcions, restituït en la reconstrucció que rehabilità fa uns anys tot l'edifici. Aquesta església era l'escenari d'una processó anual de tota la parròquia, el dia del sant patró (29 d'abril, antigament).